# Тегермансу (перевал)
Тегермансу  (кит. 托克满苏山口, пушту Kotal-e Tegermansu‎) — перевал в горной системе Памир. Находится на восточной оконечности Ваханского коридора, на границе Афганистана и Ташкурган-Таджикского автономного уезда Синьцзян-Уйгурского автономного района Китая, на высоте 4827 м. Соединяет долины Тегермансу и долину Чалачигу в Синьцзяне.
По договору между Китаем и Афганистаном от 1964 года отмечена линия разграничения и семь перевалов от китайской территории в Ваханский коридор, высотой более 4800 м, один из наиболее доступных — Тегермансу.

## География

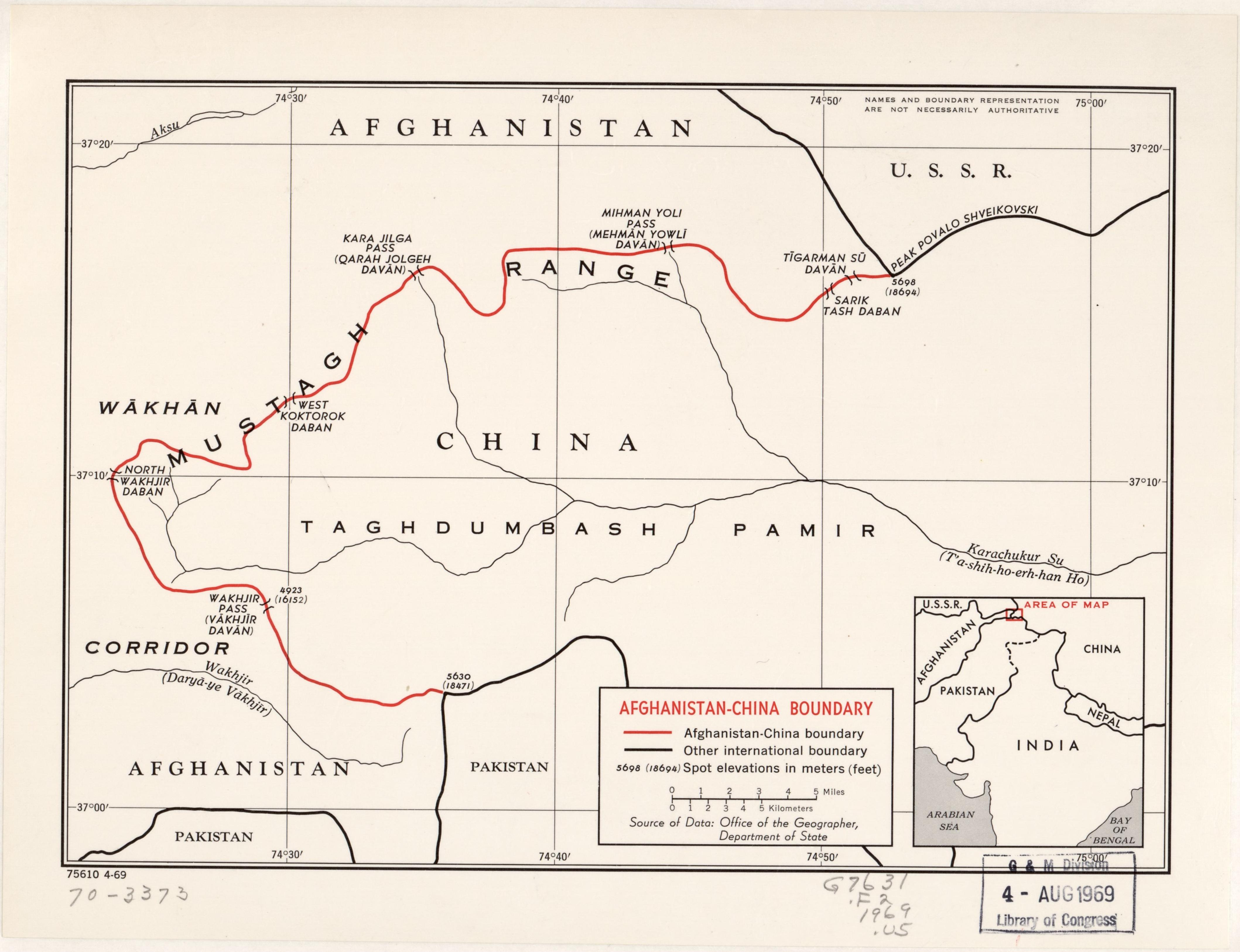
Карта границы между Афганистаном и Китаем(1969)

Перевал не является официальным пунктом пересечения границы, через него не проходит ни одной дороги. Ближайшая дорога на афганской стороне заканчивается в селении Сархад-е-Вахан (перс. «Граница Вахана»), почти в 100 км от самого перевала. Ближайшая дорога на китайской стороне выходит на Каракорумское шоссе.
Из долины китайской реки Вахджирджилга в Афганистан также можно попасть через перевал Южный Вахджирдаван, ведущий в долину реки Караджилга. Этот перевал позволяет проложить более короткий маршрут до Таджикистана. Западнее имеются и другие перевалы и несколько троп.
С китайской стороны у перевала имеется пограничный пост.
Ещё в 1990-е годы выдвигались проекты со стороны администрации Кашгара открыть этот перевал для развития экономических связей, однако пока проекты реализованы не были.